# Фелльмар
Фелльмар (нім. Vellmar) — місто в Німеччині, знаходиться в землі Гессен. Підпорядковується адміністративному округу Кассель. Входить до складу району Кассель.
Площа — 13,97 км2. Населення становить 18 224 ос. (станом на 31 грудня 2020).